# أوليفر وليامسون

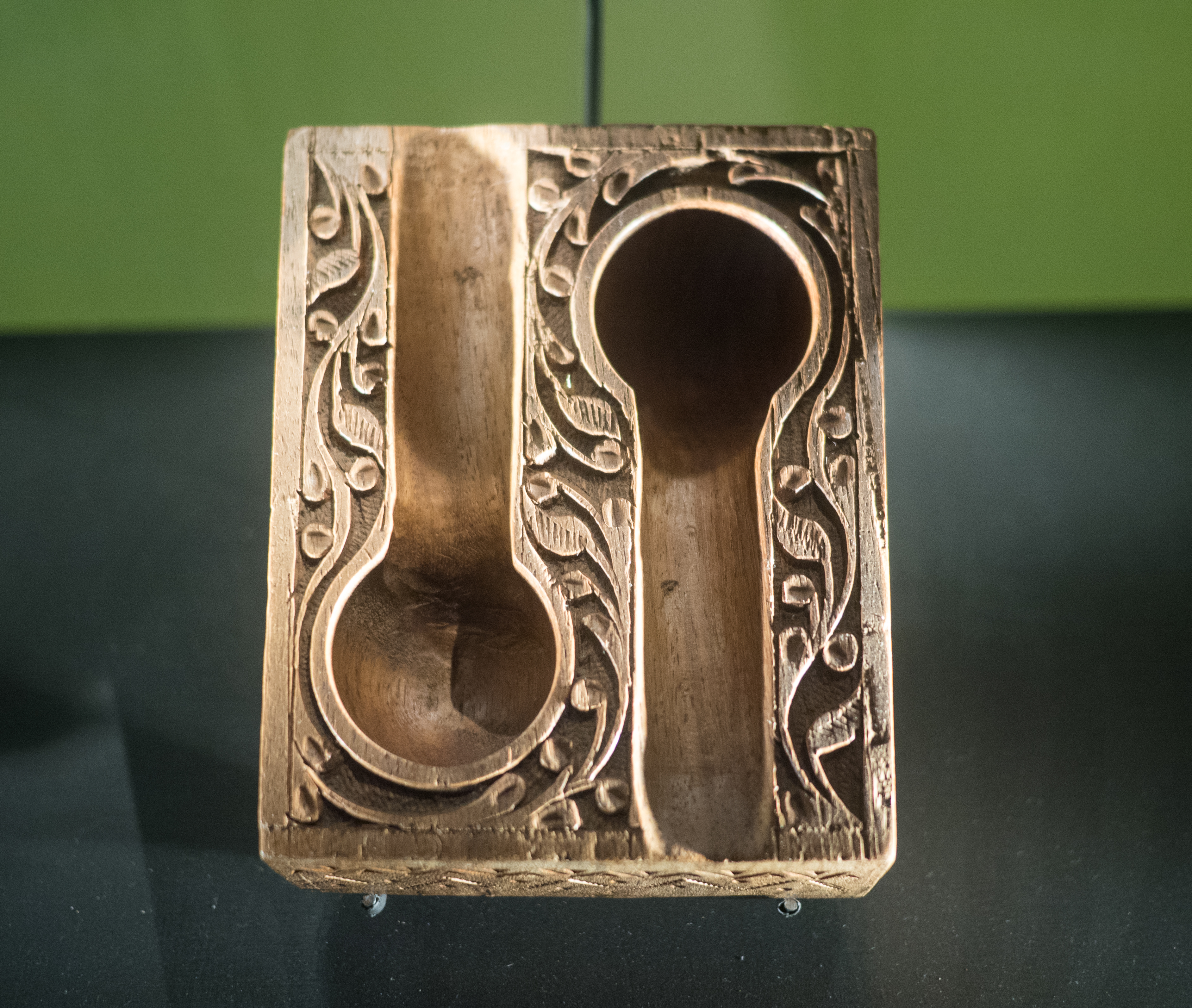
حامل أنابيب ويليامسون معروض في متحف جائزة نوبل

أوليفر وليامسون (بالإنجليزية: Oliver E. Williamson)‏ اقتصادي أمريكي (27 سبتمبر 1932 - 21 مايو 2020)، حائز على جائزة نوبل في العلوم الاقتصادية عام 2009 بالمشاركة مع إلينور أوستروم. ولد في ولاية ويسكنسن الأمريكية وعمل في جامعة كاليفورنيا في بيركلي منذ 1988. حصل عام 1963 على درجة الدكتوراه من جامعة كارنيجي ميلون في مدينة بيتسبرج بولاية بنسلفانيا ويدرس في جامعة كاليفورنيا في بيركلي.

## إنجازاته
- كان تكريم وليامسون لتحليله للإدارة الاقتصادية، بما في ذلك حدود الشركات ؛ ويشرح نظريته بأن الشركات التجارية وضعت نفسها على النموذج الاقتصادي المهيمن لأنها تسهل إدارة الصراع ويقلل من التكاليف من خلال التسلسل الهرمي
- اظهرت دراساته ان الاسواق والمنظمات على غرار المؤسسات لديها هيكليات إدارة بديلة تختلف في طريقة حلها لنزاعات المصالح
- بموجب نظرية وليامسون فان الشركات الكبرى الخاصة قائمة بشكل أساسي لانها فعالة ؛ وحين تفشل الشركات في تحقيق أرباح كافية فان وجودها يصبح موضع تساؤل.

## روابط خارجية
- أوليفر وليامسون على موقع الموسوعة البريطانية (الإنجليزية)
- أوليفر وليامسون على موقع مونزينجر (الألمانية)
- أوليفر وليامسون على موقع إن إن دي بي (الإنجليزية)